# Алмасзаде Гамер Гаджиага-кизи
Алмасзаде Гамер Гаджиага кизи (азерб. Qəmər Almaszadə; 10 березня 1915, Баку — 7 квітня 2006, Баку) — Азербайджанська балерина і педагог, народна артистка Азербайджанської РСР, Народна артистка СРСР (1959).

## Біографія
Гамер Алмасзаде народилася в сім'ї шевця та акушерки. Вперше вона зайнялася балетом в 6 років у приватній студії, пізніше перетворену в Бакинське хореографічне училище. Після закінчення навчання в 1930 році, вона почала працювати в Азербайджанському Державному академічному театрі опери та балету (пізніше стала його головним балетмейстером), одночасно отримуючи середню спеціальну освіту у педагогічному училищі.
В 1932 році вона була запрошена зіграти другорядну роль в опері Рейнгольда Глієра «Шах-сенем». В 1933 році вона була зарахована в Ленінградське хореографічне училище, в клас Марії Романової-Уланової (матері балерини Галини Уланової). В 1936 році Алмасзаде повернулася в Баку, а через рік заснувала Азербайджанський державний ансамбль пісні і танцю при Азербайджанській державній філармонії. Вона брала участь в експедиції в райони Азербайджану під керівництвом композитора Узеїра Гаджибекова з метою зібрати зразки народних танців для поповнення репертуару ансамблю та їх пропаганди.
В 1939 році вона приступила до педагогічної діяльності в Бакинському хореографічному училищі, а пізніше стала його директором (до кінця 1990-х). В 1940 вона виступила на прем'єрі балету Афрасіяба Бадалбейлі «Дівоча башта». Згодом Алмасзаде виступала з гастролями у Франції, Індії та Непалі. В 1970 році вона була запрошена Міністерством культури Іраку в Багдад, де під її керівництвом заснований Іракський ансамбль народного танцю.
Гамер Алмасзаде була Народною артисткою СРСР та Азербайджанської Республіки, лауреатом Державної премії СРСР. В 1931 вона вийшла заміж за Афрасіяба Бадалбейлі (його племінник — Бадалбейлі Фархад, народний артист СРСР (1990), однак шлюб розпався незабаром після їхньої спільної роботи над балетом «Дівоча вежа».